# Südheide
Südheide est une commune allemande de Basse-Saxe dans l'arrondissement de Celle, qui a été créée le 1er janvier 2015 à partir des communes de Hermannsburg et Unterlüß. Son nom est dérivé du Südheide, la partie sud-ouest de la Lande de Lunebourg qui draine l'Aller.

## Géographie

### Localisation géographique
Südheide est situé au nord de l'arrondissement de Celle, dans la partie nord du parc naturel de Südheide. Les deux parties principales, Hermannsburg à l'ouest et Unterlüß à l'est, sont distantes de 16,5 km (reliant la route K17). Hermannsburg est situé à environ 28,7 km au nord de Celle et à 30,7 km au sud-est de Soltau, Unterlüß à environ 29,2 km au sud-ouest d'Uelzen (les deux routes reliant le centre-ville). Les communes d'Uelzen et de Soltau s'étendent chacune jusqu'à environ 8 km de la commune de Südheide. La commune de Celle s'étend jusqu'à environ 1 km de la commune de Südheide.
Südheide est situé sur le Lüß et donc sur la zone la plus profonde de la vallée glaciaire de l'Örtze (Hermannsburg et environs) ainsi que les zones du plateau de Lüß s'élevant vers Lutterloh puis Unterlüß, dans la région de Lüßwald et ses zones forestières et bruyères adjacentes.

### Organisation
Les localités de la commune de Südheide sont: Baven, Beckedorf, Bonstorf, Hermannsburg, Lutterloh, Oldendorf, Unterlüß et Weesen. Ces localités comprennent: Altensothrieth, Barmbostel, Hetendorf, Lünsholz (maison du forestier), Neuensothrieth (maison du forestier), Neu-Lutterloh (une colonie agricole, fondée en 1955), Neuschröderhof, Schafstall (maison du forestier), Schröderhof, Siedenholz (anciennement maison forestière pour les jeunes) et Theerhof.

### Communes voisines
Dans le sens des aiguilles d'une montre depuis le nord, Südheide borde Faßberg, la commune la plus au nord de l'arrondissement de Celle, alternant deux fois avec Eimke et Suderburg dans la commune combinée de Suderburg dans l'arrondissement d'Uelzen, sur Eschede et Bergen dans l'arrondissement de Celle et Wietzendorf dans l'arrondissement de la Lande.

## Histoire
La raison de la fusion des communes est la diminution de la population dans la région ainsi que le revenu fiscal inférieur à la moyenne des municipalités, raison pour laquelle il y a une menace de dettes toujours plus élevées. Par un contrat d'allégement de la dette avec l'État de Basse-Saxe, 75 % des prêts de liquidité sont repris par le Land. En outre, en raison du plus grand nombre d'habitants, la nouvelle municipalité reçoit plus d'allocations financières et ne doit payer qu'une contribution d'arrondissement réduite pendant une période limitée.
À l'origine, Südheide doit être fondée à partir des trois communes de Faßberg, Hermannsburg et Unterlüß, mais Faßberg est sorti des pourparlers de fusion début juillet 2012. 

## Politique
L'élection du maire, du conseil et des conseils locaux a eu lieu le 2 novembre 2014. Des conseils locaux sont formés pour les localités de Baven, Beckedorf, Bonstorf, Hermannsburg, Lutterloh, Oldendorf, Unterlüß et Weesen.

### Conseil municipal
Le conseil municipal de Südheide se compose de 28 conseillers municipaux ainsi que du maire à temps plein directement élu.

### Maire
Du 1er janvier 2015 au 30 octobre 2020, Axel Flader (CDU) est le maire à plein temps de la commune de Südheide. Lors des élections municipales du 2 novembre 2014, il est élu sans aucun candidat adverse avec 84,4 % des voix. Le taux de participation était de 50,2 %. Flader était auparavant maire de la commune de Hermannsburg.

### Blason
Blasonnement : Fendu d'or et de bleu, l'avant d'une barre transversale noire suspendue à une bannière dreiwimplige, autour d'un globe noir avec croix attachée; derrière une roue peigne argentée, sous une roue rail dorée ailée.
Le "drapeau de l'église" en trois parties doit être considéré comme un symbole de la Sainte Trinité. Le globe avec la croix de l'église est destiné à illustrer l'importance d'Hermannsburg en tant que centre d'une mission mondiale.

### Jumelage
La communauté de Südheide a un partenariat la commune française d'Auterive. Elle reprend le partenariat qui a été conclu en 1979 entre la commune alors indépendante de Hermannsburg - maintenant une partie de Südheide - et Auterive.

## Personnalités liées à la ville
- Karl von Reden (1821-1890), homme politique mort à Oldendorf.